# Kościół św. Wojciecha w Wierzchowie
Kościół świętego Wojciecha – rzymskokatolicki kościół parafialny należący do parafii pod tym samym wezwaniem (dekanat Drawsko Pomorskie, diecezji koszalińsko-kołobrzeskiej, metropolii szczecińsko-kamieńskiej).

## Historia
Jest to dwunawowa świątynia wzniesiona w latach 1889–91 w stylu neogotyckim z cegły licowanej razem z pięciokondygnacyjną wieżą - dzwonnicą.
Kościół został zbudowany jako zbór ewangelicki. Od kwietnia 1945 roku wszystkie świątynie w gminie Wierzchowo należały do parafii w Drawsku Pomorskim, a następnie do parafii w Złocieńcu. W dniu 13 stycznia 1946 roku ksiądz Stanisław Tatar CR – administrator parafii w Złocieńcu – konsekrował świątynię nadając jako patrona św. Wojciecha. W dniu 24 grudnia 1946 roku została odprawiona pierwsza pasterka.

## Architektura
Nawa główna ma od strony północnej półkoliste prezbiterium, natomiast po przeciwnej stronie nawy jest umieszczona empora muzyczna, a w jej wnęce znajdują się 18-registrowe, pneumatyczne organy wykonane w Zurychu. Świątynia mogła pomieścić 930 wiernych, w tym 578 miejsc siedzących, 152 miejsca dla dzieci i 200 miejsc stojących.

## Wyposażenie
W centralnym miejscu prezbiterium jest umieszczony ołtarz główny przeniesiony z rozebranej świątyni. Na murowanej mensie ołtarza jest umieszczona płaskorzeźba w układzie pionowym, trójdzielna przedstawiająca obraz Męki Pańskiej. W dolnej części (predelli) jest umieszczona scena Ostatniej Wieczerzy, centralnie umieszczona była scena Ukrzyżowania Chrystusa i na górze jest umieszczona scena Zdjęcia Chrystusa z Krzyża. W części centralnej płaskorzeźby są umieszczone figury Mojżesza (z lewej strony) i Aarona (z prawej strony). Całość reliefu jest bogato złocona, zawiera ornamentację i liczne maszkarony.